# Peter-Lenné-Schule
Die Peter-Lenné-Schule ist ein Berliner Oberstufenzentrum und die größte Agrarschule Deutschlands.
Sie befindet sich im Ortsteil Zehlendorf des Berliner Bezirks Steglitz-Zehlendorf. Rund 1400 Schüler besuchen an der Schule elf verschiedene Bildungsgänge der Berufsvorbereitung, Berufsausbildung, Weiterbildung und Studienbefähigung in den Bereichen Floristik, Forstwirtschaft, Gartenbau, Tierpflege und Umwelttechnik. Die Schule mit etwa 100 Beschäftigten ist nach Peter Joseph Lenné benannt, einem preußischen Gartenkünstler und Landschaftsarchitekten des deutschen Klassizismus.
Die berufliche Bildung durch das Land Berlin findet überwiegend an den 35 Oberstufenzentren (OSZ) statt. Sie sind in 13 Berufsfelder unterteilt. Die Peter-Lenné-Schule bildet das OSZ Natur und Umwelt. Das Einzugsgebiet der Schule ist nicht auf das Stadtgebiet beschränkt. Zunehmend pendeln Lernende aus Brandenburg, oft auch aus weiter entfernten Bundesländern, nach Berlin. Insbesondere Studierende der Staatlichen Fachschule für Gartenbau und Auszubildende im Beruf Tierpfleger wenden täglich Fahrtzeiten von drei bis vier Stunden für den Besuch der Schule auf.

## Geschichte

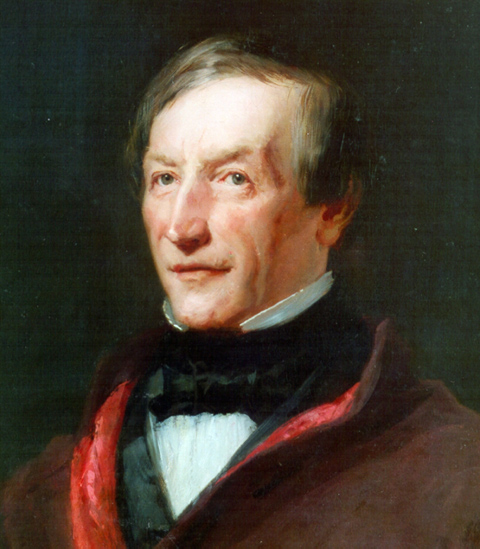
Der Namensgeber der Schule, Peter Joseph Lenné

Eine der Wurzeln der Peter-Lenné-Schule ist die Königliche Gärtner-Lehranstalt zu Schöneberg und Potsdam, die 1823 vom Namensgeber Lenné gegründet wurde.
Am ersten Mai 1903 nahm die erste Obligatorische, gewerbliche Fortbildungsschule der damaligen Gemeinde Zehlendorf ihren Unterricht auf. 75 männliche Lehrlinge und Arbeiter unter 18 Jahren erhielten hier eine berufliche Weiterbildung in drei Klassen.
Nach mehreren Umzügen befindet sich die Schule seit 1955 am Standort Hartmannsweilerweg 29. 1956 erfolgte die Namensgebung: Peter-Lenné-Schule, Berufsschule für Gärtner und Blumenbinder, Hauswirtschaftliche Berufs- und Berufsfachschule. 1969 wurde sie in 2. Oberschule und 1971 in Peter-Lenné-Schule umbenannt. Ab 1979 steht Oberstufenzentrum im Namen: Oberstufenzentrum Agrarwirtschaft, Fachoberschule, Berufsschule und Fachschule.
Im Jahr 1989 wurde Peter Lenné wieder Namenspatron der Schule und seit 1994 ist die offizielle Bezeichnung Peter-Lenné-Schule, Oberstufenzentrum Agrarwirtschaft, Berufsfachschule, Fachoberschule, Berufsschule und Fachschule. In ihrer Geschichte zog die Schule viermal um und hatte 15 unterschiedliche Namen. 2014 wurde die Schule erneut umbenannt in Oberstufenzentrum Natur und Umwelt.

## Bildungsgänge
Die Peter-Lenné-Schule bietet Bildungsgänge in Floristik, Forstwirtschaft, Gartenbau, Tierpflege und Umweltschutz an.
Die Bildungsgänge werden hier nur kurz dargestellt:

### Berufsvorbereitung
- Berufsqualifizierender Lehrgang (BQL-VZ)
Jugendliche, die keinen Ausbildungs- oder Arbeitsvertrag bekommen haben, können nach Erfüllung der allgemeinen Schulpflicht in einjährigen berufsqualifizierenden Lehrgängen (BQL) fachbezogenen Unterricht und praktische Unterweisungen erhalten sowie ihre Berufsbildungsreife/erweiterte Berufsbildungsreife (Hauptschulabschluss) nachholen. VZ bedeutet Vollzeitlehrgang.
- Einjährige Berufsfachschule (BFS)
Der Bildungsgang vermittelt fachtheoretische und fachpraktische Grundkenntnisse im Bereich der Agrarwirtschaft und erweitert die Allgemeinbildung. Die Aufnahme in die einjährige Berufsfachschule (OBF) setzt mindestens die erweiterte Berufsbildungsreife (erweiterten Hauptschulabschluss) oder eine gleichwertige Schulbildung voraus. Die einjährige Berufsfachschule hat den mittleren Bildungsabschluss zum Ziel.

### Berufsausbildung
- Duale Berufsausbildung (OB)
Die Berufsschule des OSZ Natur und Umwelt[5] besucht, wer mit einem Betrieb einen Ausbildungsvertrag in den Ausbildungsberufen Florist, Forstwirt, Gärtner, oder Tierpfleger geschlossen hat. Es handelt sich dann um eine duale Ausbildung an den zwei Lernorten Betrieb und Schule. OB bedeutet Oberschule Berufsschule.
- Schulische Berufsausbildung (dreijährige Berufsfachschule BFS-VZ)
Anstelle der dualen Ausbildung ist in den Ausbildungsberufen Florist und Tierpfleger (Fachrichtung Tierheim/Tierpension) eine dreijährige schulische Ausbildung an der Berufsfachschule[5] möglich, die auf eine externe Prüfung vorbereitet. Bei entsprechenden Leistungen ist damit der mittlere Bildungsabschluss verbunden. Fremdsprache ist Englisch.
- Schulische Berufsausbildung mit Doppelqualifizierung zum Umweltschutztechnischen Assistenten (dreijährige Berufsfachschule BFS-VZ)
 Hier kann zusätzlich zum Berufsabschluss im Ausbildungsberuf die allgemeine Fachhochschulreife erlangt werden.[6]
- Nachträglicher Berufsabschluss als Florist oder Tierpfleger
Wer schon seit längerer Zeit Berufserfahrung gesammelt hat, dem bietet die Peter-Lenné-Schule Lehrgänge an, die gezielt auf die theoretische und praktische Abschlussprüfung vor der IHK Berlin (Industrie- und Handelskammer zu Berlin) vorbereiten.

### Weiterbildung
Fachschule mit den Technikerlehrgängen. Sie haben als Ziel die Qualifizierung zur/zum Staatlich geprüfter Techniker in der Fachrichtung Landschaftsbau.
Wirtschafterlehrgänge dienen im Allgemeinen der Vorbereitung auf die Meisterprüfung. Die Peter-Lenné-Schule bietet folgende Qualifikationsmöglichkeiten: Staatlich geprüfter Wirtschafter der Fachrichtung Floristik oder der Fachrichtung Gartenbau. Im Lehrgang staatlich geprüfter Wirtschafter in der Fachrichtung Gartenbau entscheidet man sich für einen Ausbildungsschwerpunkt: Absatz, Markt und Produktion, Friedhofsgärtnerei oder Garten- und Landschaftsbau.
Ausbildung zum Fachagrarwirt, European Treeworker oder European Tree Technician.

### Studienbefähigung
Die Fachoberschule (FOS) führt mit Vollzeitlehrgängen zur allgemeinen Fachhochschulreife. Damit ist ein Studium an jeder Fachhochschule und Gesamthochschule in jedem Bildungsgang möglich. Verfügt man bereits über eine abgeschlossene Berufsausbildung oder langjährige Berufspraxis, verkürzt sich die Fachoberschule auf ein Jahr. Organisationsformen sind die Zweijährige Fachoberschule und die Einjährige Fachoberschule. Fremdsprache ist Englisch.
Die Berufsoberschule (BOS) führt zur Hochschulreife, wenn man bereits über den mittleren Bildungsabschluss und eine erfolgreich absolvierte Berufsausbildung verfügt. Bewerber mit Fachhochschulreife können durch Teilnahme am Zusatzunterricht in der zweiten Fremdsprache Französisch innerhalb eines Jahres die allgemeine Hochschulreife erlangen. Organisationsformen sind die Einjährige und Zweijährige Berufsoberschule. Erste Fremdsprache ist Englisch.

## Schulleben
Die Peter-Lenné-Schule besitzt einen großen Tierbestand. Sie erhält im Rahmen des fachpraktischen Unterrichts vom Aussterben bedrohte Haustierrassen wie zum Beispiel Harzer Ziegen. In den Gewächshäusern und Freianlagen lernt die Schülerschaft u. a. das Heranziehen von Beet- und Balkonpflanzen, das Gestalten von floristischen Werkstücken oder das Anlegen von Hochbeeten. In einem 1000-Liter-Süßwasseraquarium befinden sich Fische aus tropischen Gewässern Asiens.
Internationale Kooperationen: Uferbefestigung in der Bretagne, Weinbau in Böhmen, Treppenbau am Polarkreis – dies ist eine Auswahl an mehrwöchigen Berufspraktika in Zusammenarbeit mit Partnerschulen in Frankreich, Tschechien, Schweden und Finnland. In regelmäßig stattfindenden trinationalen Fachprojekten erwerben die Schüler interkulturelle Kompetenzen.
Die Kollegen sind neben ihrem Unterricht und den anderen dienstlichen Verpflichtungen für die Schüler mit Zusatzangeboten da. Zum Beispiel indem sie Seminare an der Schule veranstalten, Fachexkursionen organisieren, schulische Veranstaltungen wie Tag des offenen Gartens, Tag der offenen Tür und Sommerblumenmarkt ermöglichen, Auslandspraktika vermitteln, die Schule mit ihren Klassen auf internationalen Messen und regionalen Veranstaltungen präsentieren, Berufswettkämpfe durchführen (Berufswettbewerb für junge Gärtnerinnen und Gärtner, Landschaftsgärtner-Cup und Florist-Cup), das Schulgelände durch praktischen Unterricht verschönern, Referenten und Organisationen in die Schule holen, die Schulkleidungskollektion auswählen und bereitstellen, durch Übernahme von Patenschaften den reichhaltigen Tierbestand sichern, als Mitglieder des Fördervereins Projekte der Schule unterstützen oder zu festlichen Veranstaltungen einladen. Alle Aktivitäten tragen zu einem Schulklima bei, das unter dem Motto steht: „Peter-Lenné-Schule – eine Schule, die lebt und belebt!“

## Förderverein
Die rund 50 Mitglieder aus dem Firmen-, Privat- und Lehrerkreis helfen seit Gründung des Vereins Freunde und Förderer der Peter-Lenné-Schule e. V. im Jahr 1989 durch ihre Mitgliedsbeiträge, Spenden und ihr Engagement bei vielen Aktivitäten rund um die Peter-Lenné-Schule. Alljährlich wird ein Programm erstellt, das Aktivitäten des Garten- und Landschaftsbaus, des Produktionsgartenbaus und der Floristik beinhaltet. Der Verein veranstaltet insbesondere Seminare für Inhaber und interessierte Mitarbeiter aus gartenbaulichen und floristischen Betrieben und Einrichtungen, Lehrer der Schule und Studierende der Staatlichen Fachschule für Gartenbau Berlin. Dadurch soll eine engere Verbindung aller an der Berufsbildung Beteiligten erreicht werden. Zusätzlich werden fachkundliche Exkursionen für alle Schüler und Lehrer angeboten, wie der regelmäßige Besuch der Bundesgartenschauen (BUGA) und der Internationalen Pflanzenmesse (IPM). Auch für die Schule nützliche Schüleraktionen (wie Betreuung des Kleist-Grabes) und die Beschaffung von Sachmitteln für Unterrichtszwecke werden durch den Verein finanziell unterstützt.

## Schulgelände und Schulbau
Das Schulgelände ist etwa 20.000 m² groß. Es gliedert sich in folgende Teile: Gebäude A (Inbetriebnahme 1955; Unterrichts-, Verwaltungs- und Sammlungsräume, Werkstätten), Gebäude B (Inbetriebnahme 1979; Unterrichts- und Sammlungsräume, Bibliothek, Mediothek, Mensa); die Gebäudeteile A und B sind miteinander verbunden, Sporthalle, Fachpraxiswerkstätten und Betriebsräume, Gewächshäuser mit insgesamt rund 1.000 m² Unterglasfläche, Tiergehege mit festen Ställen und verschiedene Schuppen. Im Oktober 2017 wurde das BELARE (BioEnergie-LAbor für Regenerative Energieformen) als Null-Energiehaus eingeweiht. Die Bibliothek verfügt über rund 10.000 Fachbücher. Seit der Streichung der Bibliothekarinnen-Stelle im Jahr 2003 wird der Ausleihbetrieb durch provisorische Lösungen mit zeitweise stark eingeschränkten Ausleih- und Lesemöglichkeiten aufrechterhalten. Die Schule ist nur teilweise barrierefrei (Gebäudeteil A).

## Auszeichnungen

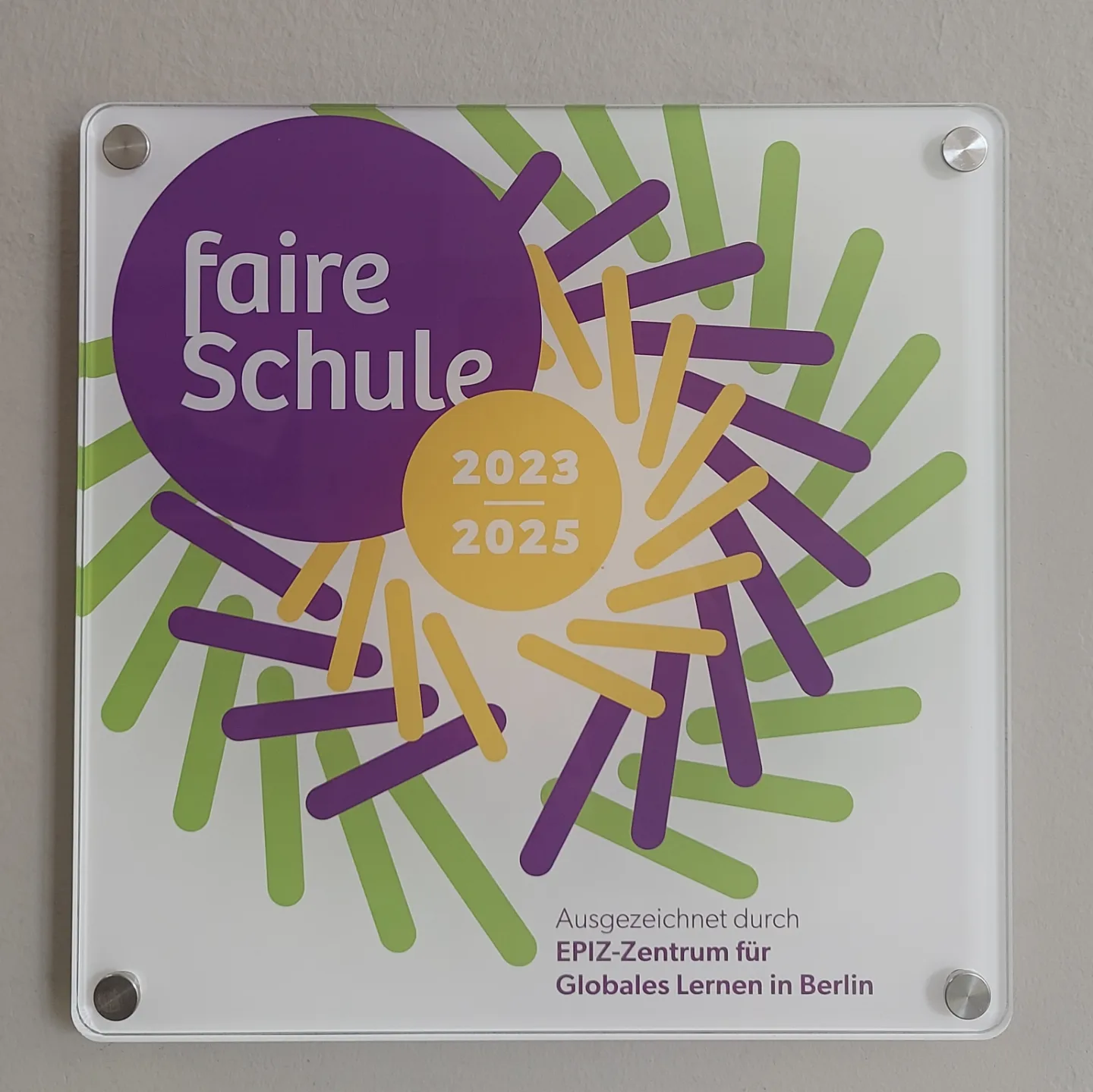
Auszeichnung als Faire Schule

- Auszeichnung als Faire Schule2011: Offizielle Projekte der UN-Dekade „Bildung für nachhaltige Entwicklung“
- 2013: Offizielle Projekte der UN-Dekade „Bildung für nachhaltige Entwicklung“[8]
- 2009, 2014–2017: Umweltschule in Europa – Internationale Agenda 21-Schule[9]
- 2018, 2020 und 2023 ausgezeichnet als „Faire Schule“ durch das EPIZ Berlin[10]